# 波野インターチェンジ
波野インターチェンジ（なみのインターチェンジ）は、熊本県阿蘇市波野大字小地野で事業中の中九州横断道路（竹田阿蘇道路・滝室坂道路）のインターチェンジである。名称は仮称である。

## 道路
- 中九州横断道路（国道57号）
  - 竹田阿蘇道路
  - 滝室坂道路

## 沿革
- 2026年（平成25年）度 波野IC～一の宮町坂梨開通予定[2]。

## 接続する道路
- 国道57号

## 周辺
- 道の駅波野

## 隣
中九州横断道路（竹田阿蘇道路）
萩IC（事業中） - 波野IC
中九州横断道路（滝室坂道路）
波野IC - 一の宮町坂梨（事業中）